# ハンス・ラーデマッヘル
ハンス・アドルフ・ラーデマッヘル（独: Hans Adolph Rademacher, 1892年4月3日、プロイセン王国ヴァンツベク生、1969年2月7日、アメリカ合衆国ペンシルバニア州ハヴァフォード没）はドイツ出身のアメリカ人の数学者。数論と解析学の研究で知られる。ハンス・ラーデマッハー、あるいはハンス・ラデマッハなどとも呼ばれる。

## 生涯
ラーデマッヘルは、コンスタンティン・カラテオドリの指導の下で学位論文を提出し、1916年にゲオルク・アウグスト大学ゲッティンゲン（ゲッティンゲン大学）で博士号を取得した。1933年にナチスが政権を握りナチス・ドイツが成立すると、ヴァイマル共和政を支持していたラーデマッヘルはブレスラウ大学（現在のポーランド、ヴロツワフ大学）の職を追われ、1934年にヨーロッパから脱した。
ドイツを出た後、ラーデマッヘルはアメリカ合衆国のフィラデルフィアへ移住し、その後1962年に退職するまでペンシルバニア大学に勤めた。ペンシルバニア大学においてラーデマッヘルは、1956年から1962年にかけてトーマス・A・スコット教授職を受け持った。
ラーデマッヘルの教え子には、ジョージ・アンドリューズ、ポール・T・ベイトマン、テオドル・エスターマン、エミール・グロスワルドがいる。

## 研究
ラーデマッヘルは解析数論、数理遺伝学、実解析および量子力学の分野で活躍した。中でも注目すべきは、彼が開発したデデキント和の理論である。1937年、ラーデマッヘルは分割数 P(n) へ収束する級数を発見した。分割数 P(n) とは自然数 n を（0 を除く）自然数の和に分割する際の分割の仕方を数えたものである。ラーデマッヘルの結果はシュリニヴァーサ・ラマヌジャンが得た発散級数による近似を発展させたものであり、分割数の厳密な級数展開が存在するというラマヌジャンの予想を裏付けるものである。

## 受賞・栄典
ペンシルバニア大学を退職するに伴い、数学者達によってハンス・A・ラーデマッヘル講師職のための基金が募られ、ラーデマッヘルには科学博士の名誉学位が与えられた。

## 著書
- Rademacher, Hans A.; Toeplitz, Otto (2001) [1930 (1st ed.), 1933 (2nd ed.)]. Von Zahlen und Figuren. Springer. ISBN 3-540-63303-0
- Rademacher, Hans A.; Steinitz, Ernst (1976) [1932]. Vorlesungen über die Theorie der Polyeder- unter Einschluss der Elemente der Topologie. Springer
- Rademacher, Hans A. (1954). “Generalization of the Reciprocity Formula for Dedekind Sums”. Duke Math. 21:  391–397.
- Rademacher, Hans A. (1955). Lectures on analytic number theory
- Rademacher, Hans A. (1964). Lectures on elementary number theory. Blaisdell, New York
- Rademacher, Hans A. (1977). Lectures on elementary number theory. Krieger
- Rademacher, Hans A.; Grosswald, Emil (1972). “Dedekind sums”. Carus Mathematical Monographs.
- Rademacher, Hans A. (1973). Grosswald, Emil. ed. Topics in analytic number theory. Grundlehren der mathematischen Wissenschaften. Springer Verlag[4]
- Rademacher, Hans A. (1974). Grosswald, Emil. ed. Collected papers vol.1, 2. MIT press
- Rademacher, Hans A. (1983). Higher mathematics from an elementary point of view. Birkhäuser